# Sail Mohamed
Sail Mohamed Ameriane ben Amerzaine (Cabília, 14 d'octubre de 1894 – abril de 1953) fou un anarquista algerià que va lluitar a la guerra civil espanyola dins la Centúria Sébastien Faure de la Columna Durruti. L'escriptor francès Jacques Prévert li dedicà un poema.
De jovenet treballà com a xofer i mecànic i va anar poc a l'escola. Durant la Primera Guerra Mundial serví en les Tropes Colonials Franceses a França; allí mostrà simpaties pel moviment llibertari, raó per la qual primer fou acusat d'insubordinació i després d'insubmissió. Un cop acabada la guerra s'establí a Aulnay-sous-Bois, on treballà com a mecànic i milità a la Unió Anarquista. El 1923 va fundar amb el seu amic Sliman Kiouane el Comité de défense des indigènes algériens, un dels primers moviments d'alliberament nacional a l'Àfrica Septentrional francesa, i des d'on denuncià la situació miserable dels seus compatriotes. El 1929 també fundà el Comité de défense des Algériens contre les provocations du centenaire per a protestar contra el centenari de la conquesta algeriana. Fou dirigent del sindicat anarquista Confederació General del Treball-Sindicat Revolucionari (CGT-SR), on hi creà una secció per als indígenes algerians. El 1932 esdevingué director de L'Éveil Sociale i hi denuncia els crims de l'estalinisme, raó per la qual s'enemistarà amb el Socors Roig Internacional i amb el Partit Comunista Francès. El 1934 fou detingut per possessió d'armes i condemnat a quatre mesos de presó.
Quan esclatà la guerra civil espanyola va anar a Espanya i el setembre de 1936 es va unir a la secció francesa de la Columna Durruti, però el novembre fou ferit en combat i tornà a França a curar-se de les seves ferides. Aprofità també per a manifestar-se contra la repressió dels manifestants de Tunísia i per la prohibició de l'Étoile nord-africaine de Messali Hadj. El 13 de novembre de 1937 participà en el Congrés de la Unió Anarquista, on va exposar la situació dels anarquistes espanyols. El desembre de 1938 fou condemnat a 18 mesos de presó per provocació militar.
A començaments de la Segona Guerra Mundial fou detingut i confinat a un camp de concentració a Riam (Alvèrnia), d'on sembla que va escapar i treballà en una fàbrica de paper. Després de l'Alliberament va reconstituir el seu grup a Aulnay-sous-Bois i va escriure articles a Le Libertaire sobre la situació algeriana. El 1951 fou nomenat responsable del seu sindicat en qüestions nord-africanes.